# ¡Adios Amigos!
Pour les articles homonymes, voir Amigo.
Albums de Ramones
Acid Eaters
(1993)
¡Adios Amigos! est le dernier album des Ramones, soit leur quatorzième, sorti en 1995. Sur les versions japonaises, on trouve le titre bonus R.A.M.O.N.E.S, et Spider-man sur les versions américaines. Les titres Makin' Monsters for My Friends, The Crusher, Cretin Family, Scattergun et R.A.M.O.N.E.S sont chantés par le bassiste C.J. Ramone.

## Liste des titres
1. I Don't Want to Grow Up (Tom Waits/Kathleen Brennan) – 2:46
2. Makin' Monsters for My Friends (Dee Dee Ramone/Daniel Rey) – 2:35
3. It's Not for Me to Know (Dee Dee Ramone/Daniel Rey) – 2:51
4. The Crusher (Dee Dee Ramone/Daniel Rey) – 2:27
5. Life's a Gas (Joey Ramone) – 3:34
6. Take the Pain Away (Dee Dee Ramone/Daniel Rey) – 2:42
7. I Love You (John Genzale) – 2:21
8. Cretin Family (Dee Dee Ramone/Daniel Rey) – 2:09
9. Have a Nice Day (Marky Ramone/Skinny Bones) – 1:39
10. Scattergun (C.J. Ramone) – 2:30
11. Got a Lot to Say (C.J. Ramone) – 1:41
12. She Talks to Rainbows (Joey Ramone) – 3:14
13. Born to Die in Berlin (Dee Dee Ramone/John Carco) – 3:39

### Titres bonus
- R.A.M.O.N.E.S. (Reprise de Motörhead) - 1:24 dans l'édition japonaise. C.J. Ramone est aux chants.
- Spider-Man (Paul Francis Webster) – 1:56 dans l'édition américaine.